# Étirement statique
L'étirement statique est un type spécifique d'étirement. Opposée à l'étirement dynamique, cette méthode permet d'étirer les muscles en maintenant une certaine posture.

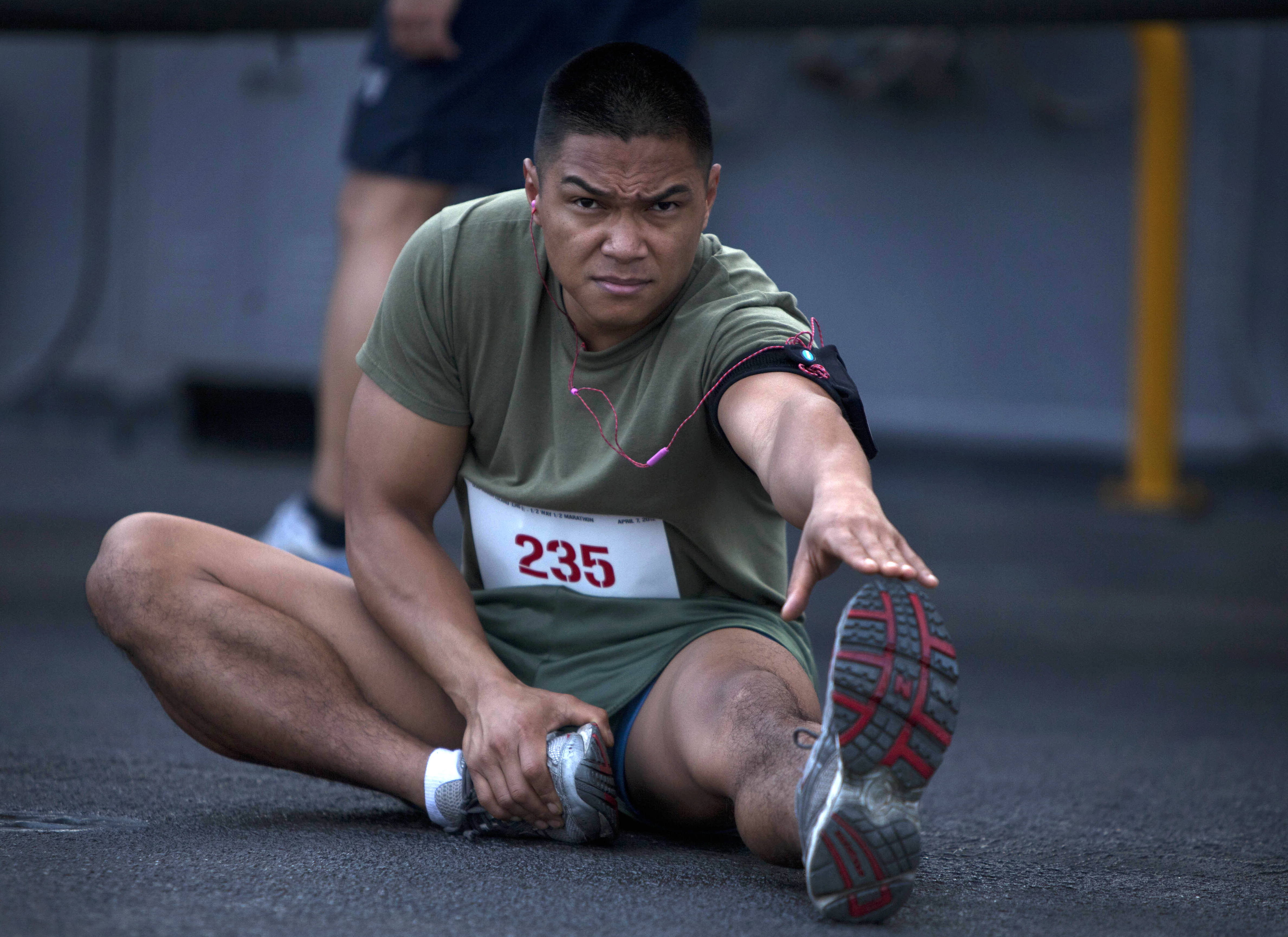
Athlète effectuant un étirement.

## Les types d’étirements statiques?
Comme pour l’étirement dynamique, l’étirement statique peut être de deux types distincts :
- Passif : On va chercher à mettre un muscle sous tension alors que ce dernier est au repos.
- Actif : C'est une contraction, soit du muscle que l’on veut étirer (Muscle agoniste), ou alors du muscle opposé (Muscle antagoniste). Dans ce cas, on recherche à décontracter un muscle spécifique.

Cependant, il faut être vigilant sur l’utilisation des différents étirements. Attention, si cette pratique est suivie avant un effort, il y a des risques de baisse des performances.
À contrario, les étirements dynamiques sont plutôt destinés en pré-efforts, pour échauffer un muscle. 

## Les méthodes d’étirements statiques[3]
On peut classer les étirements statiques en différentes méthodes en fonction du type d'étirement.
| Actif                                   | Passif                                      |
| --------------------------------------- | ------------------------------------------- |
| Les statiques actifs : PNF (CR et CRAC) | Les statiques passifs (ou statiques tendus) |

### Statiques PNF (Proprioceptive Neuromuscular Facilitation)
Ces étirements sont efficaces pour éviter le phénomène de réflexe myotatique (ou ostéotendineux) après un effort, et donc permettent de faire redescendre la tension dans les muscles. Il y a deux types de PNF : 
- Le CR (Contracté-Relâché) : Aussi appelée myotensif, cette méthode agit sur un groupe de muscle en particulier, et vise à contracter, relâcher et enfin étirer.
- Le CRAC (Contracté-Relâché-Contraction du muscle Antagoniste) : Ici, on recherchera la contraction d’un muscle, pour ainsi étirer celui qui se situe à l’opposé.

### Statiques passifs
Il s’agit de mettre le muscle sous tension pendant une certaine durée (20 à 60 secondes), en effectuant plusieurs répétitions espacées d’une courte période de repos. Ce relâchement permet de réactiver la circulation du sang, qui est diminuée lors de la tension du muscle.

### Statiques activo-passifs
Il existe une méthode « hybride » combinant des étirements statiques actifs et passifs. On parle alors d’étirements activo-passifs (ou tenso-actifs). On procède d’abord à un étirement de type PNF, puis on complète par un étirement statique passif pour bien relâcher le muscle. 